# Gmina Miłakowo
Die Gmina Miłakowo [mʲiwa'kɔvɔ] ist eine Stadt-und-Land-Gemeinde im Powiat Ostródzki der Woiwodschaft Ermland-Masuren in Polen. Ihr Sitz ist die gleichnamige Stadt (deutsch Liebstadt) mit etwa 2550 Einwohnern.

## Geographie

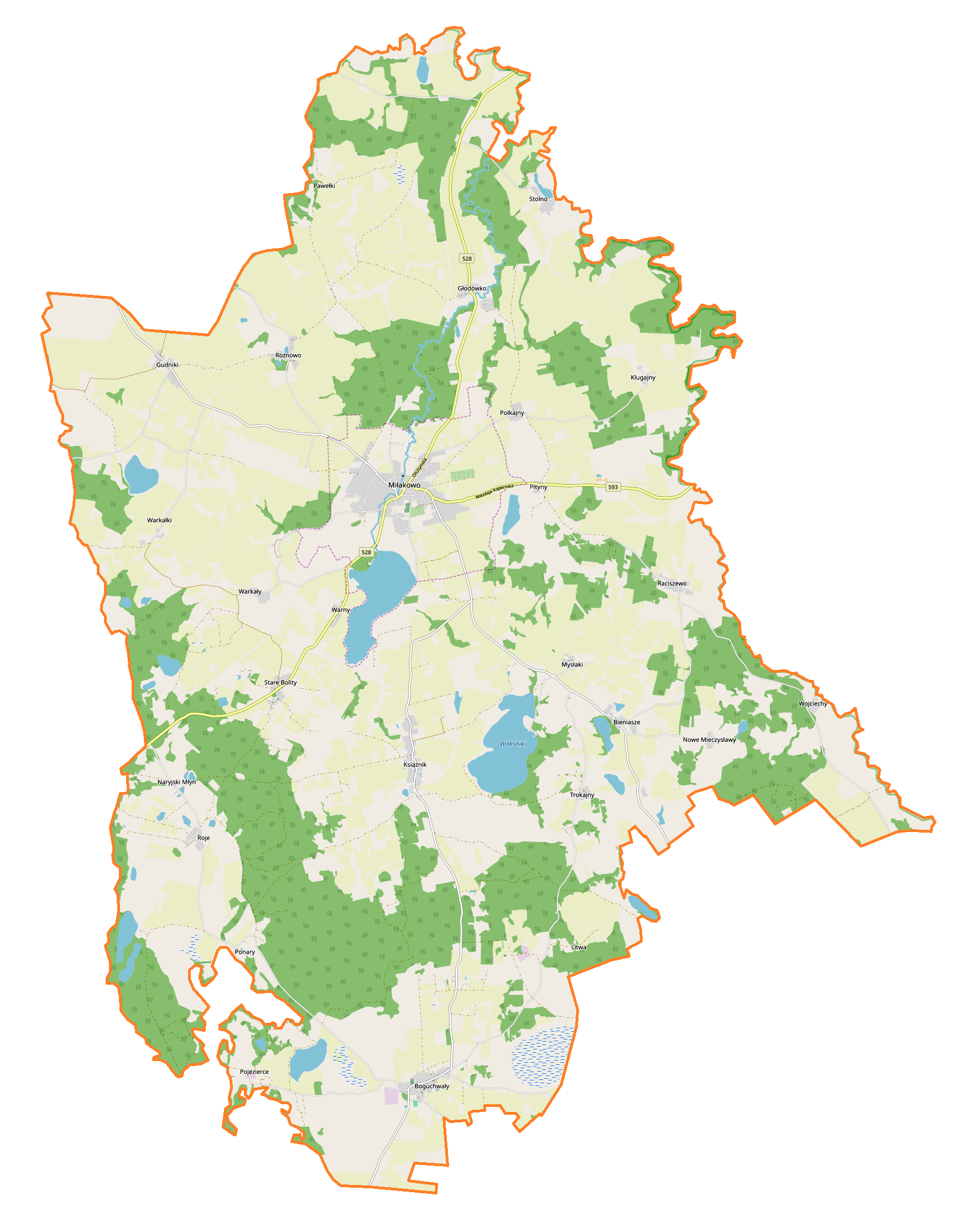
Karte der Gemeinde

Die Gemeinde liegt im Westen der Woiwodschaft. Die Kreisstadt Ostróda (Osterode i. Ostpr.) liegt etwa vier Kilometer östlich. Nachbargemeinden sind Godkowo im Nordwesten, Orneta im Norden, Lubomino im Nordosten, Świątki im Südosten und Morąg im Südwesten.
Die Gemeinde hat eine Fläche von 159,4 km², die zu 39 Prozent land- und zu 42 Prozent forstwirtschaftlich genutzt wird. Zu ihrem Gebiet gehören einige Seen, von denen der Wuksniki (Wuchsnigsee) mit 118 Hektar der größte ist. Mit einer Tiefe von 67 Metern gehört er zu den tiefsten Seen der Region. Die Gemeinde grenzt im Südwesten an den 1240 Hektar großen Narie (Nariensee). Ihr Hauptort wird vom Fluss Liebe, ein Nebenfluss der Pasłęka (Passarge) durchzogen.

## Geschichte
Miłakowo erhielt 1998 die Stadtrechte und die Gemeinde ihren Status als Stadt-und-Land-Gemeinde.
Die Landgemeinde wurde 1973 aus verschiedenen Gromadas neu gebildet. Ihr Gebiet gehörte von 1946 bis 1998 zur Woiwodschaft Olsztyn im unterschiedlichen Zuschnitt. Der Powiat wurde von 1975 bis 1998 aufgelöst. Zum 1. Januar 1999 kam die Gemeinde zur Woiwodschaft Ermland-Masuren und wieder zum Powiat Ostródzki.

## Gliederung
Zur Stadt-und-Land-Gemeinde Miłakowo gehören die Stadt selbst und 18 Dörfer (deutsche Namen amtlich bis 1945) mit 19 Schulzenämtern (sołectwa):
- Bieniasze (Banners)
- Boguchwały (Reichau)
- Głodówko (Karneyen)
- Gudniki (Gudnick)
- Henrykowo* (Gnuschkenhof)
- Książnik (Herzogswalde)
- Mysłaki (Prägsden)
- Nowe Mieczysławy (Neu Menzels)
- Pityny (Pittehnen)
- Polkajny (Polkehnen)
- Raciszewo (Reichenthal)
- Roje (Royen)
- Rożnowo (Rosenau)
- Stare Bolity (Alt Bolitten, 1928–45 Bolitten)
- Stolno (Stollen)
- Trokajny (Groß Trukainen)
- Warkałki (Hartwich)
- Warkały (Workallen)
- Warny (Warnenhof)

Henrykowo ist Schulzenamt, aber Teil des Dorfs Warkały.
Weiler und kleine Orte sind:
- Gilginie (Gillgehnen)
- Kłodzin (Sackstein)
- Klugajny (Klogehnen)
- Miejski Dwór (Henriettenhof)
- Naryjski Młyn (Narienmühle)
- Niegławki (Näglack)
- Pawełki (Paulken)
- Pojezierce (Bobanden)
- Ponary (Ponarien)
- Włodowo (Waltersdorf)
- Wojciechy (Gartenpungel)

Sąglewo (Sanglau) ist ein Ortsteil von Boguchwały.

## Verkehr
Die Woiwodschaftsstraße DW528 durchquert das Gemeindegebiet von Norden nach Südwesten. Sie verbindet Orneta (Wormditt) und Morąg (Mohrungen). In Miłakowo zweigt die DW593 ab, die über Dobre Miasto (Guttstadt) nach Reszel (Rößel) verläuft. – Ein Bahnanschluss besteht nicht. Der nächste Bahnhof befindet sich in Morąg.
Der nächste größere internationale Flughafen ist Danzig.

## Söhne und Töchter der Gmina
- Andrzej Bober (* 1950 in Boguchwały), Politiker, Mitglied des Sejm